# 赤石
赤石（あかいし）は、愛知県田原市の地名。現行行政地名は赤石1丁目から赤石6丁目。

## 地理
田原市の東部に位置し、旧田原町域に位置している。

## 世帯数と人口
2015年（平成27年）10月1日現在の世帯数と人口は以下の通りである。
| 町丁 | 世帯数  | 人口  |
| ---- | ------- | ----- |
| 赤石 | 399世帯 | 908人 |

### 人口の変遷
国勢調査による人口の推移
| 2005年（平成17年） | 969人 | [ 6 ] |  |
| 2010年（平成22年） | 917人 | [ 7 ] |  |
| 2015年（平成27年） | 908人 | [ 2 ] |  |

## 学区
市立小・中学校に通う場合、学区は以下の通りとなる。また、公立高等学校に通う場合の学区は以下の通りとなる。
| 番・番地等 | 小学校             | 中学校             | 高等学校 |
| ---------- | ------------------ | ------------------ | -------- |
| 全域       | 田原市立衣笠小学校 | 田原市立田原中学校 | 三河学区 |

## 交通
- 国道259号（田原街道）
- 愛知県道413号六連三河田原停車場線

## 施設
- 田原赤石幼稚園

## その他

### 日本郵便
- 郵便番号 : 441-3422[3]（集配局：田原郵便局[10]）。